# Brianda de Luna
Brianda de Luna   (1380 - c. 1412 (Gregorià)) va ser una noble aragonesa.
Va ser elegida abadessa del monestir de Trasobares i confirmada pel papa Benet XIII, parent seu, que la dispensà per la seva minoria d'edat.
El 1413 es fugà amb el seu parent Antón de Luna i Xèrica, amb el qual tingué un fill. Durant la revolta del comte d'Urgell va liderar la defensa del castell de Loarre i va ser empresonada després de la rendició.